# Phintellosa comosissima
 (septembre 2024).
Genre
Espèce
Synonymes
- Maevia comosissima Simon, 1886

Phintellosa comosissima, unique représentant du genre Phintellosa, est une espèce d'araignées aranéomorphes de la famille des Salticidae.

## Distribution
Cette espèce se rencontre en Angola et en Ouganda.

## Description
Le mâle holotype mesure 5 mm.
La carapace du mâle décrit par Wiśniewski et Wesołowska en 2024 mesure 2,7 mm de long sur 2,1 mm et l'abdomen 3,3 mm de long sur 1,3 mm et la carapace de la femelle 2,4 mm de long sur 1,6 mm et l'abdomen 2,6 mm de long sur 1,4 mm.

## Systématique et taxinomie
Décrite sous le protonyme maevia comosissima par Simon en 1886, cette espèce est placée dans le genre Telamonia en 1901 par le même  auteur puis dans le genre phintellosa en 2024, un genre détaillé par Wiśniewski et Wesołowska à la même année année dans les salticidae.

## Publications originales
- Simon, 1886 : « Études arachnologiques. 18e Mémoire. XXVI. Matériaux pour servir à la faune des Arachnides du Sénégal. (Suivi d'une appendice intitulé: Descriptions de plusieurs espèces africaines nouvelles). » Annales de la Société Entomologique de France, sér. 6, vol. 5, p. 345-396 (texte intégral).
- Wiśniewski & Wesołowska, 2024 : « Jumping spiders (Salticidae) of Uganda – revised list, new species and distributional data. » European Journal of Taxonomy, vol. 952, p. 1-171 (texte intégral).